# Skisprungschanze Osterzell

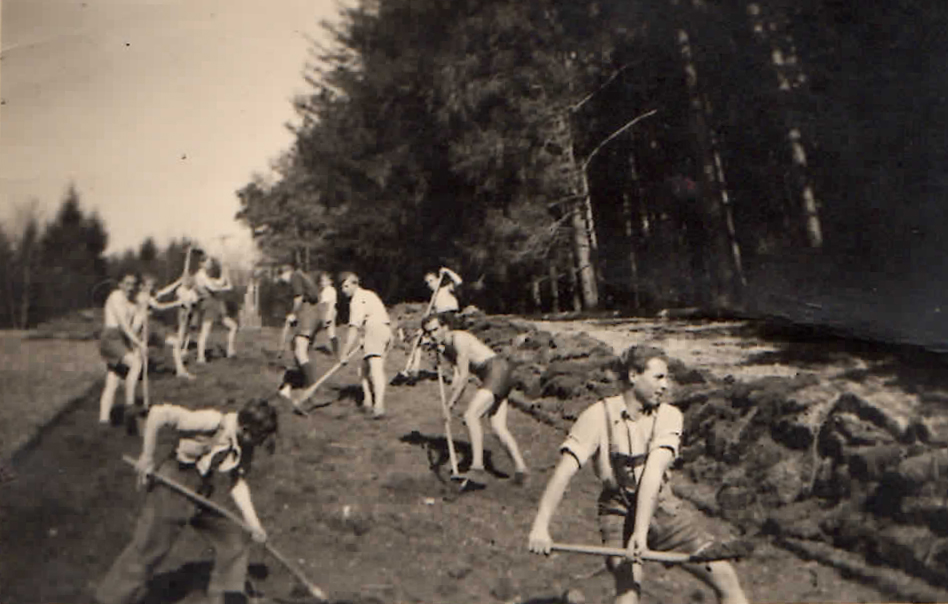
Bau der Skisprungschanze bei Osterzell im Jahr 1949

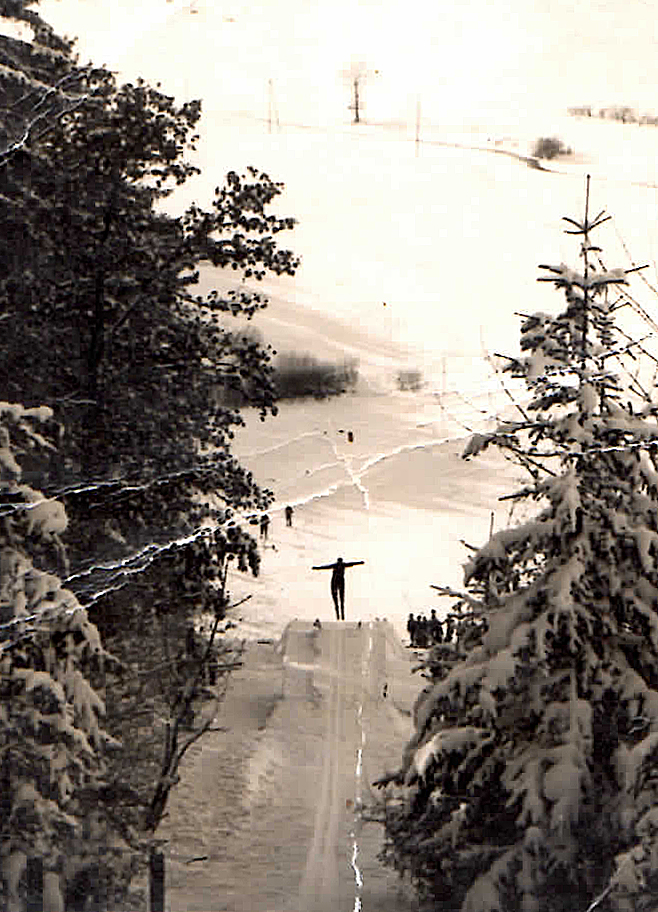
Skispringer auf der Schanze bei Osterzell in den 1950er Jahren

Die ehemalige Skisprungschanze bei Osterzell lag zwischen den Ortsteilen Salabeuren und Ödwang an der Grenze der Gemeinde Osterzell zur Gemeinde Bidingen im schwäbischen Landkreis Ostallgäu an einem natürlichen Hang am Westende des Sachsenrieder Forstes.
Die Idee, eine kleine Skisprungschanze zu bauen, reifte kurz nach dem Zweiten Weltkrieg, als der natürliche Hang im Sachsenrieder Forst noch überwiegend als Skipiste diente. Einige junge und skisprungaffine Männer aus Osterzell und der unmittelbaren Umgebung taten sich zusammen und im Jahr 1949 begann der Bau der Skisprungschanze in anstrengender Handarbeit. Der Schanzentisch wurde aus Holz gebaut und die Piste für den Anlauf musste hergerichtet werden. Geplant hatte die Schanze der aus dem Oberallgäu stammende Architekt und Skispringer Heini Klopfer, der weltweit viele Skisprungschanzen entwarf.
Von 1950 bis 1961 wurde auf der Schanze gesprungen. Unter anderem sprang auch der spätere Olympiasieger Franz Keller von dieser Schanze. Der nahegelegene Hof Salabeuren diente als Garage für die Ski und stellte Strom für Nachtspringen und Lautsprecheranlagen zur Verfügung. Die gestiegene Mobilität erleichterte es schließlich vielen Sportlern, ihrem Sport in den Alpen nachzugehen, so dass der Sportzweig in Osterzell zum Erliegen kam. Der Schanzenrekord lag bei 32 Metern. An die Erbauer der Schanze und die ehemalige Schanze selbst erinnert heute ein Gedenkstein, der 2004 aufgestellt wurde und auf dem die Namen der am Bau beteiligten Sportler eingraviert sind.